# 249522 Johndailey
249522 Johndailey este un asteroid din centura principală de asteroizi.

## Descriere
249522 Johndailey este un asteroid din centura principală de asteroizi. A fost descoperit pe 16 februarie 2010 în Statele Unite, în cadrul programului WISE. Asteroidul prezintă o orbită caracterizată de o semiaxă mare de 2,64 ua, o excentricitate de 0,13 și o înclinație de 12,2° în raport cu ecliptica.